# Шарапово (Гагарінський район)
Шарапово (рос. Шарапово) — присілок Гагарінського району Смоленської області Росії. Входить до складу Ашковського сільського поселення.